# Amt Dänischenhagen
Het Amt Dänischenhagen is een Amt in de Duitse deelstaat Sleeswijk-Holstein. Het omvat de volgende vier gemeenten in de Kreis Rendsburg-Eckernförde:
1. Dänischenhagen
2. Noer
3. Schwedeneck
4. Strande

## Geschiedenis
Amt Dänischenhagen werd gevormd in 1948. Destijds bestond het uit de gemeenten Altenholz, Dänischenhagen, Schilksee en Strande. In 1959 werd Schilksee geannexeerd door Kiel, terwijl Altenholz in 1963 een eigen bestuur kreeg. Bij de bestuurlijke herndeling in 1970 werd het voormalige Amt Schwedeneck bij Dänischhagen gevoegd.